# Anoushka Shankar
Anoushka Shankar (Bengaals: অনুশকা শংকর, Tamil: அனுஷ்கா சங்கர்; Londen, 9 juni 1981) is een Indiase sitarspeler en componist. Ze is de dochter van Ravi Shankar en de halfzus van Norah Jones.

## Jeugd
Anoushka Shankar is geboren in Londen en bracht haar jeugd door zowel in Londen als in Delhi. Ze is de dochter van de Indiase sitarspeler Ravi Shankar en Sukanya Shankar. Ze is de halfzus van de Amerikaanse zangeres Norah Jones en Shubhendra "Shubbo" Shankar.

## Privé
Shankar woont afwisselend in de Verenigde Staten, het Verenigd Koninkrijk en India. Ze was getrouwd met de Britse regisseur Joe Wright, maar het paar scheidde in 2018. Ze hebben twee zonen.
- Bibsys: 4070081
- Bibliothèque nationale de France: cb14023667s (data)
- Gemeinsame Normdatei: 135130573
- International Standard Name Identifier: 0000 0001 2028 8249
- Library of Congress Control Number: no99033824
- MusicBrainz: 40ee8fa3-c6d7-4556-b4e2-9f4114565043
- Nationale Bibliotheek van Tsjechië: xx0135773
- Nationale Bibliotheek van Israël: 987007422786105171
- Réseau des bibliothèques de Suisse occidentale: 02-A005653089
- Système universitaire de documentation: 086231405
- Virtual International Authority File: 76513723
- WorldCat: E39PBJcgybbfTcdYRV6MCTHcT3